# جو دافيسون (لاعب كرة قدم)
جو دافيسون (بالإنجليزية: Joe Davison)‏ (29 يوليو 1919 في المملكة المتحدة - 1983) هو لاعب كرة قدم بريطاني (وحمل سابقاً جنسية المملكة المتحدة لبريطانيا العظمى وأيرلندا) في مركز الدفاع. لعب مع نادي  شيلدز الشمالية ‏ ودارلينجتون إف سى.